# Dnewnik
Dnewnik (bułg. Дневник) – bułgarski dziennik wydawany w Sofii. Został założony w 2001 roku.
Jest pismem o tematyce ekonomicznej.